# Liste der Gedenktafeln in Berlin-Lübars
Die Liste der Gedenktafeln in Berlin-Lübars enthält die Namen, Standorte und, soweit bekannt, das Datum der Enthüllung von Gedenktafeln.
Die Liste ist nicht vollständig.

## Lübars
| Bild | Name                            | Standort               | Datum der Enthüllung |
| ---- | ------------------------------- | ---------------------- | -------------------- |
|      | 1. FC Lübars                    | Schluchseestraße 68    |                      |
|      | Berliner Mauerweg               | Blankenfelder Chaussee |                      |
|      | Checkpoint Qualitz              | Blankenfelder Chaussee |                      |
|      | Krankensammellager Blankenfelde | Alter Bernauer Heerweg |                      |